# Église Sainte-Anne d'Attard
L'église Sainte-Anne est une église catholique située à Attard, à Malte.

## Historique
Après la peste de 1675, l'action de grâce se traduit par la construction d'une église. Aujourd'hui, l'édifice est utilisée comme centre d'enseignement de la doctrine chrétienne.